# Mauves
Mauves è un comune francese di 1 196 abitanti nel dipartimento dell'Ardèche, regione dell'Alvernia-Rodano-Alpi.

## Società

### Evoluzione demografica
Abitanti censiti